# Rock néo-progressif
 (novembre 2022).
- Si vous ne connaissez pas le sujet, laissez ce bandeau (vous pouvez alors contacter les auteurs).
- Si vous supprimez le contenu mis en cause (vous pouvez préalablement contacter les auteurs),

argumentez précisément cette suppression dans la page de discussion
(un manque de référence n'est pas un argument ; une recherche réelle de référence doit avoir été effectuée, être formellement documentée).
Ne doit pas être confondu avec new prog.
Genres dérivés
Pop progressive
Genres associés
New prog
Le rock néo-progressif, très souvent raccourci en néo-prog, est un courant musical apparu et popularisé au début des années 1980. C'est un sous-genre du rock progressif, dont il est issu.

## Histoire

### Une apparition soudaine (1983)
Vers la fin des années 1970, le rock progressif, emmené par des groupes comme Pink Floyd, Camel, Yes ou Genesis, s'essouffle peu à peu face à la vague punk  qui déferle sur l'Europe à l'époque. La grande période du rock progressif est alors terminée et le style va effectuer une véritable traversée du désert durant les années 1980.
Le grand public et la presse musicale s'en désintéressent de plus en plus et seuls les grands groupes réussissent à faire face, plus ou moins difficilement. À la vague punk, succède ensuite celle du metal avec la NWOBHM. Deux nouveaux styles, issus directement du rock progressif, vont alors apparaître: le metal progressif et le néo-prog,,.
Une des raisons fondamentales du déclin du rock progressif réside dans le fait qu'il s'agit d'un style pas toujours abordable, qui passe difficilement en radio. Le néo-prog étant un style plus facile d'écoute, sans pour autant renier ses sources progressives, s'adaptera mieux aux critères radiophoniques et à l'esprit de l'époque.
Le néo-prog apparaît soudainement en 1983, avec la sortie du premier album de Marillion, groupe jusque-là inconnu, Script for a Jester's Tear. Cet album est encore aujourd'hui considéré comme la pièce fondatrice du courant néo-prog et Marillion comme le premier groupe du genre. L'album rencontre un vif succès, remettant au goût du jour le rock progressif.

### Courte période de succès (1984-1990)

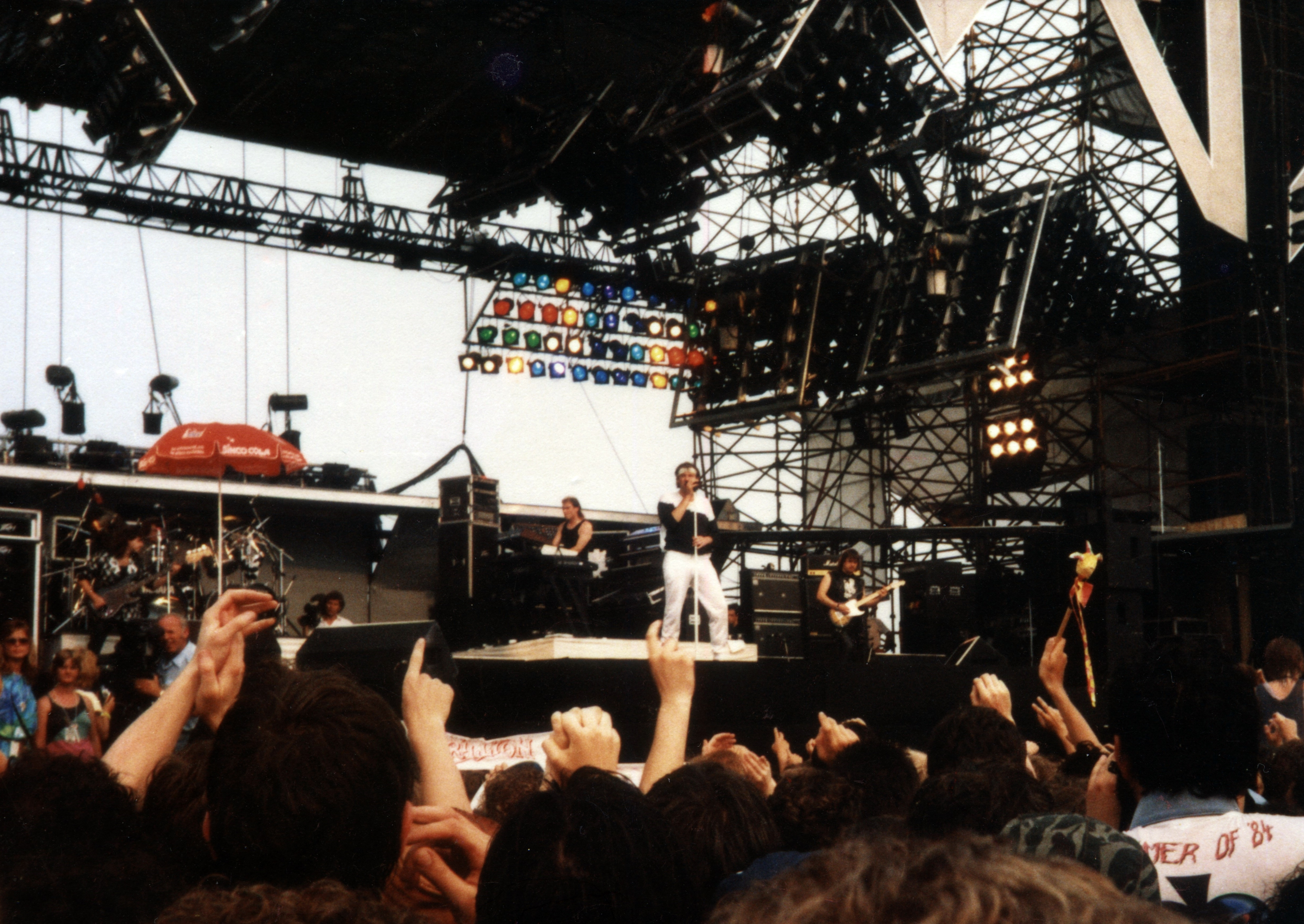
Marillion en concert en 1986.

Après le succès de Script for a Jester's Tear, Marillion continue sur sa lancée et sort l'année suivante son deuxième album, Fugazi, porté par le hit Assassing. Le succès est au rendez-vous, ce qui encourage les autres formations ayant rejoint le courant néo-prog à sortir de l'ombre. Pallas sort The Sentinel, IQ Tales From The Lush Attic. S'engouffrant dans la brèche percée par Marillion, ces derniers popularisent encore plus le style, qui, à l'époque, va jusqu'à concurrencer certains grands groupes de hard rock comme au festival de Castle Donnington en 1985.
L'année 1985 marque l'apogée du style avec la sortie de deux albums majeurs : Misplaced Childhood de Marillion, considéré unanimement comme un chef-d'œuvre, , ainsi que The Wake d'IQ. Un autre groupe fait une apparition remarquée, Pendragon.
Le style, qui jusqu'alors n'avait pas franchi les frontières britanniques, commence à se répandre en Europe, notamment en Allemagne, aux Pays-Bas et en Suisse. La France, malgré un patrimoine progressif des plus importants en Europe, reste assez hermétique au style. Toutefois Arrakeen, au style proche de Marillion, et Elephant and Castle, comparé à IQ, renouvellent le genre. Tandis que Marillion et les autres font recette, certaines grosses pointures du rock progressif se rapprochent un peu du style. C'est le cas de Genesis avec l'album Invisible Touch en 1986. Le groupe renouvelle alors son style en s'inspirant des mélodies plus simples du néo-prog. Cet album sera l'un de ses plus gros succès.
Mais la période de succès du néo-prog, finalement très courte, décline avec le départ du chanteur Fish de Marillion en 1988, malgré la sortie d'un excellent album, Clutching At Straws, un an auparavant. Le succès des autres groupes phares du néo-prog faiblit peu à peu.

La flamme est tout de même ravivée en 1989 par la sortie du nouvel album de Marillion Seasons End, en compagnie d'un nouveau chanteur, Steve Hogarth, considéré comme un des meilleurs chanteurs de la scène rock des années 1990 et 2000 selon Manuel Rabasse: 

« Il est meilleur chanteur [que son prédécesseur] grâce à une sensibilité, une maîtrise et un sens de la retenue, qui en font, encore à l'heure actuelle, un des meilleurs (et des plus mésestimés) interprètes anglais en activité »

Le groupe apporte une nouvelle fraîcheur au néo-prog en s'aventurant dans des domaines plus pop tout en développant un rock progressif innovant. Plus conservateur, Fish va, quant à lui, sortir son premier chef-d'œuvre, Vigil in a Wilderness of Mirrors, qui va lui permettre d'entamer une carrière solo sous les meilleurs auspices.

### 1990 à nos jours
Au début des années 1990, la popularité du style, diminue fortement. Marillion et Fish resteront les seuls dont la popularité ne faiblira pas -ou peu- tout en faisant évoluer leur style. Le premier partira dans un néo-prog plus pop (Marillion.com en 1999 et Anoraknophobia en 2001) ou plus planant (Marbles en 2004 et Happiness is the road en 2008,, ) et le second dans un néo-prog aux sources plus rock (Songs from the Mirrors en 1993), plus progressives (Sunsets Of Empire en 1997) ou encore au son très moderne (13th Star en 2007).
Toutefois, durant l'année 1995, il est à noter la notoriété grandissante du Groupe Porcupine Tree et de son leader-chanteur et très prolifique Steven Wilson qui, bien que classé plus souvent comme new prog voire post-prog, marquera nettement le courant néo-prog et lui apportera une créativité, une inspiration et une force qui commençait à lui manquer.
Les autres groupes quant à eux (IQ, Pallas, Shadowland, Twelfth Night, Arena...) resteront encore en activité, sans pour autant apporter de souffle nouveau au style, à l'exception de Pendragon avec l'album The Masquerade Overture en 1996, qui est encore aujourd'hui sa plus grosse réussite. Marillion marquera encore l'histoire du genre, vers la fin des années 1990, en apportant un nouveau style, fortement teinté de pop, la pop progressive.
Les années 2000 voient la venue de nouveaux groupes comme Sylvan, RPWL, Gazpacho... La qualité et le souffle de leurs compositions peuvent laisser penser que le Neo-prog est en voie de prendre un nouvel essor.
Les années 2008 et 2009 seront marquées par le retour en force du néo-prog plus traditionnel avec les albums Pure de Pendragon et Frequency d'IQ. Fish sortira également un album inédit, 13th Star, au son d'une rare modernité dans le néo-prog. 2009 sera aussi l'année de parution de l'album Identity du très prometteur groupe Airbag.
En 2012, le Groupe Gazpacho sort l'album March of Ghosts qui, tout en restant fidèle au style néo-prog, participe à l'évolution du genre. Le même groupe, Gazpacho, fait paraitre en 2014 son troisième album live intitulé Night of the Demon. Celui-ci représente particulièrement bien son univers contenant, outre l'album, la vidéo du concert et confirme sa place déterminante dans le monde du rock-néo prog.
C'est en 2016 que Marillion sort son 18e album Fuck Everyone and Run dont une tournée mondiale s'ensuit. Le groupe est de nouveau programmé dans des salles prestigieuses tel le "Royal Albert Hall" à Londres ou encore le "Zénith" à Paris. Sa place de leader du genre se confirme ainsi que l'essor du rock néo-progressif dans son ensemble.
En 2017, le groupe Airbag sort son 4e album studio "Disconnected" qui était considéré comme son meilleur avant la sortie de leur 5e en 2020 qui confirme tous les espoirs. Il est considéré par certain rock-critiques comme leur meilleur.
En 2021, le groupe britannique Mostly Autumn, très influencé par Pink Floyd et Fleetwood Mac, sort son dernier album Graveyard Star aux arrangements et à l'interprétation somptueux.

## Caractéristiques propres
Le néo-prog mélange les structures complexes et le style si particulier du rock progressif avec celle  des musiques pop ou hard rock. Le style est en outre  plus accessible, mais pas forcément moins riche. La longueur des morceaux est également très différente. En effet ces derniers dépassent rarement la barre des 8 minutes.
Le néo-prog se caractérise par des chansons aux contenus plus émotionnels, souvent livrées par des textes dramatiques, une imagerie théâtrale aussi bien que dans le son en lui-même, sur scène ou même sur les pochettes d'albums. Il repose également sur une rythmique pointue mais assez simple, une atmosphère mélodique et propre installée par l'utilisation de synthétiseurs, une charge émotionnelle plus forte grâce au chant et aux solos de guitares, toujours très propres. Le rock néo-progressif se distingue du new prog par son attachement plus marqué à ses racines progressives. Mais au fur et à mesure des années la ligne de séparation se fait de plus en plus ténue; seuls quelques groupes comme IQ ou Pendragon semblent rester particulièrement fidèles à leurs origines.

## Principaux groupes ou artistes
- Airbag
- Arena
- Blackfield
- Clepsydra
- Fish (ex-Marillion)
- Gazpacho
- Huis
- IQ
- Innerspace
- Lunatic Soul
- Marillion
- Mostly Autumn
- Nine Stones Close
- Pallas
- Pendragon
- Porcupine Tree
- Riverside
- RPWL
- Saga
- Shadowland
- Sylvan
- Twelfth Night
- Unitopia

## Albums de référence[32]
- Script for a Jester's Tear (1983) - Marillion
- Fugazi (1984) - Marillion
- The Sentinel (1984) - Pallas
- Misplaced Childhood (1985) - Marillion
- The Jewel  (1985) - Pendragon
- The Wake (1985) - IQ
- Clutching at Straws (1987) - Marillion
- Vigil In The Wilderness Of Mirrors (1989) - Fish
- Seasons End (1989) - Marillion
- The Masquerade Overture (1996) - Pendragon
- Subterranea (1997) - IQ
- The Visitor (1997) - Arena
- Stupid Dream (1999) - Porcupine Tree
- The Seventh House (2000) - IQ
- Marbles (2004) - Marillion
- Posthumous Silence (2006) - Sylvan
- Night (2007) - Gazpacho
- Identity (2009) - Airbag
- Tick tock (2009) - Gazpacho
- Traces (2010) - Nine Stones Close
- March of Ghosts (2012) - Gazpacho
- Beyond Man and Time (2012) - RPWL
- Disconnected (2016) - Airbag
- Lies and Butterflies  (2018) -Mystery (en)
- Graveyard Star (2021) - Mostly Autumn